# Joseph Priestley House
Vous lisez un « article de qualité » labellisé en 2009.
Pour les articles homonymes, voir Priestley.
La Joseph Priestley House est la demeure américaine du théologien, prêtre dissident, philosophe naturel, pédagogue et théoricien de la politique du XVIIIe siècle, le britannique Joseph Priestley (1733-1804). Il y vécut de 1798, jusqu'à sa mort en 1804. Située à Northumberland, dans une région rurale de Pennsylvanie, la maison, conçue par son épouse Mary Priestley, en style géorgien et avec quelques accents fédéralistes, est aujourd'hui un musée consacré à son célèbre propriétaire.
Fuyant les persécutions religieuses et les troubles politiques au Royaume-Uni, les Priestley émigrent aux États-Unis en 1794, à la recherche d'une vie paisible. Cependant, des différends politiques et troubles familiaux s'acharnent sur Priestley au cours des dix dernières années de son existence.
Après la mort des Priestley, leur maison reste en mains privées jusqu'au tournant du XXe siècle, lorsque George Gilbert Pond, professeur de chimie à ce qui est aujourd'hui l'université d'État de Pennsylvanie, l'achète et tente d'y fonder le premier musée Priestley. Il meurt avant d'avoir pu achever son projet et ce n'est pas avant les années 1960 que la maison est restaurée par la Pennsylvania Historical and Museum Commission et le National Historic Landmark. Une seconde rénovation est entreprise dans les années 1990, pour lui redonner l'aspect qu'elle avait à l'époque de Priestley. La maison a souvent servi aux célébrations de l'American Chemical Society (la société américaine de chimie), qui y célébra, par exemple, le centenaire puis le bicentenaire de la découverte de l'oxygène par Priestley, ainsi que le 250e anniversaire de sa naissance.

## Situation géographique

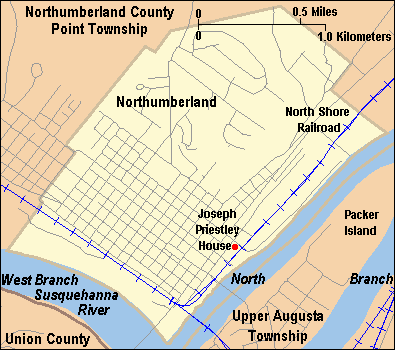
Plan de Northumberland montrant l'emplacement de la maison, de la voie ferrée et des cours d'eau.

À la suite de la guerre de Sept Ans (1756-63) et deu début de la déportation des tribus indiennes d'Amérique vers l'ouest, Allemands, Écossais, Irlandais, et autres immigrants européens s'installent au centre de la vallée du fleuve Susquehanna, y compris dans la région qui va devenir la localité de Northumberland, en Pennsylvanie,. Northumberland s'est construite autour d'une zone verte en 1772, sur un terrain acheté à l'origine aux Iroquois par la province de Pennsylvanie en 1768, dans le cadre du premier traité de Fort Stanwix. Pendant la révolution américaine, le village est évacué lors de la Big Runaway de 1778, et n'est pas recolonisé avant 1784. En 1794, lorsque les Priestley s'y installent, il comprend quelques lieux de culte quaker et méthodiste, une brasserie, deux poteries, un fabricant de potasse, un horloger, une imprimerie (qui publie un hebdomadaire), plusieurs magasins, et environ une centaine de maisons.
La propriété Priestley est acquise, en 1794, pour 500 livres sterling, à Reuben Haines, qui avait obtenu un land grant de quatre lots sur le plan original du village de Northumberland (numéros 29 à 32),. Actuellement, la propriété occupe une superficie d'un acre (4 000 m2) au 472 Priestley Avenue,. Cette rue constitue la limite nord-ouest de la propriété, les autres limites sont Hanover Avenue, au nord, Wallis Street au sud-ouest et la voie ferrée de la North Shore Railroad au sud-est. Au-delà de la ligne de chemin de fer, il y a aujourd'hui un terrain de baseball, et plus loin encore se trouve le fleuve Susquehanna, qui était à l'origine la limite sud de la propriété. Le confluent de la branche occidentale du Susquehanna avec son bras principal (ou septentrional), est proche du sud-ouest de la parcelle, dont l'altitude est de 139 m.
La superficie de la propriété est à l'origine de 2 acres (8 000 m2), mais elle est réduite de moitié environ vers 1830 lorsque le canal de la Pennsylvanie est creusé devant la maison, entre celle-ci et le fleuve. Le 31 mai 1860, la Lackawanna and Bloomsburg Railroad ouvre une liaison ferroviaire depuis Danville. Il s'agit de la seconde voie ferrée de Northumberland et elle passe à l'arrière de la maison,. Le canal ferme en 1902 et est ensuite comblé. La voie ferrée actuelle suit approximativement le cours de l'ancien canal devant la maison, l'ancienne voie à l'arrière n'existe plus.

## Les Priestley en Amérique

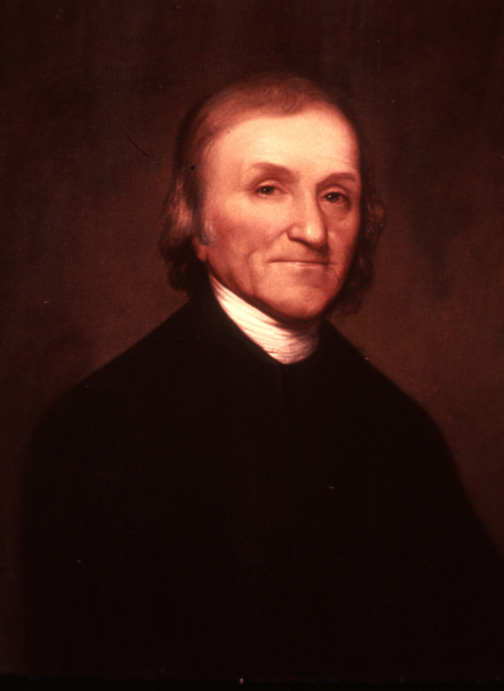
Portrait de Joseph Priestley par Rembrandt Peale (vers 1800) après qu'il a renoncé au port de la perruque.

### Exode forcé
Les trois dernières années que les Priestley passent en Grande-Bretagne sont une période de bouleversements politiques et les persécutions dont ils font l'objet les conduisent à émigrer vers les États-Unis. Au cours des émeutes de Birmingham en 1791, qui commencent lors du deuxième anniversaire de la prise de la Bastille, à la suite de la réaction conservatrice britannique contre la Révolution française, la demeure des Priestleys, l'église de Joseph et les maisons de nombreux autres dissidents religieux sont incendiées. Les Priestley fuient Birmingham et tentent de vivre à Londres, mais ne peuvent échapper à l'agitation politique. En 1794, ils rejoignent la vague des 10 000 émigrants qui partent vers l'Amérique, qui est le plus grand mouvement de population d'Europe vers l'Amérique, jusqu'à la fin des guerres napoléoniennes,. Les Priestley quittent la Grande-Bretagne au début du mois d'avril sur le Samson et arrivent à New York le 4 juin 1794. Deux de leurs trois fils, Joseph, Jr. (l'aîné) et Harry (le cadet), sont déjà arrivés aux États-Unis en août 1793, avec un ami de Joseph Priestley, le militant radical Thomas Cooper (1759 – 1839). Leur troisième fils, William, est parti aux États-Unis depuis la France au début de la Terreur.

### Arrivée à Northumberland
Alors que les Européens connaissent mieux Priestley en tant que scientifique (il a découvert l'oxygène en 1774), les Américains le voient plutôt comme un défenseur de la liberté religieuse et fervent partisan de l'indépendance américaine. Dès son arrivée, il est fêté par les diverses factions politiques qui se disputent son soutien. Priestley décline cependant leurs avances, dans l'espoir d'éviter les discordes politiques auxquelles il a été mêlé en Grande-Bretagne. Il écrit à John Adams : « je me suis fixé comme règle de ne pas prendre part à la politique d'un pays dans lequel je suis un étranger, et dans lequel je souhaite vivre sans être importuné. » Priestley n'est jamais devenu citoyen des États-Unis. Il rejette également, à cette époque, l'offre d'enseigner la chimie à l'université de Pennsylvanie,.

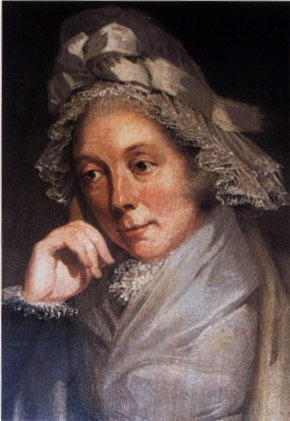
Portrait de Mary Priestley, par Carl Frederik von Breda (1793).

Sur le chemin de Northumberland, les Priestleys s'arrêtent à Philadelphie, où Joseph prononce une série de sermons qui contribuent à accroître la diffusion de l'Unitarisme. Selon J. D. Bowers, qui a étudié l'influence de Priestley sur l'Unitarisme en Amérique, « pendant une décennie Priestley servi d'inspiration et force directrice pour la propagation de l'Unitarisme en Amérique et à la formation de nombreuses sociétés qui suivirent son enseignement sur la formation des congrégations, l'éducation de la jeunesse, la prédication, et l'adoption d'une foi en présence de l'opposition de la majorité protestante et d'une faction concurrente libérale. » Grâce à l'influence de Priestley, au moins douze congrégations sont fondées dans le Maine, le Massachusetts, le Vermont, la Pennsylvanie, la Virginie, le Kentucky et l'État de New York, notamment la Première église unitarienne de Philadelphie et la congrégation unitarienne universaliste de la vallée du Susquehanna à Northumberland,. Unitaires et non-unitaires affluent pour entendre ses prêches et ceux-ci sont publiés dans tout le pays. Au cours de ses années en Amérique, Priestley est de plus en plus convaincu de l'approche millénariste. Son étude appliquée de la Bible et les événements en France, le persuadent qu'il va assister au retour du Christ.

Alors que Priestley apprécie de prêcher à Philadelphie, il ne peut se permettre, financièrement, d'y vivre. De plus, il n'apprécie pas les riches Quakers de la ville et craint un retour de l'épidémie de fièvre jaune qui a récemment décimé la cité. Il songe à s'établir à Germantown, qui est plus facile d'accès que Northumberland, mais Marie préfère la campagne et veut être près de ses fils. Joseph envisage de partager son temps entre Northumberland et Philadelphie, mais son projet s'avère irréalisable, en raison de la distance et de l'état des voies de communication. Déterminé à assurer le futur bien être de sa famille, Priestley achète des terres et s'installe à Northumberland en juillet 1794, qui est alors à « cinq jours d'un rude voyage » de Philadelphie. Ils espèrent qu'en ce lieu, une plus grande communauté va finalement s'épanouir,,.

### Installation

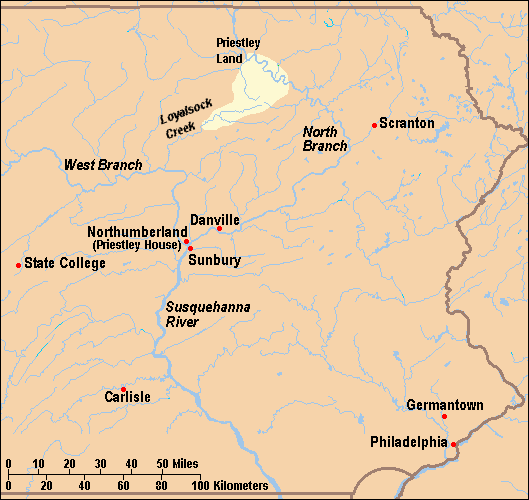
Carte de l'est de la Pennsylvanie montrant les lieux importants pour Joseph Priestley et sa famille dans la région.

Priestley aspire semble-t-il à une communauté bien plus cosmopolite que Northumberland ne peut lui offrir. Il écrit à sa sœur qu'il s'agit « apparemment d'un lieu pratiquement hors du monde » et se plaint qu'il doit attendre une semaine pour recevoir des nouvelles. Il écrit à son ami John Vaughan: « Nous n'en savons guère plus que lorsque nous vous laissâmes à vos affaires européennes. » Pendant l'hiver 1794-95, Priestley écrit à ses amis que sa situation est bien éloignée de ce qu'il envisageait à l'origine et que le temps qu'il passe aux États-Unis est loin d'être aussi agréable qu'il l'était en Angleterre, mais qu'il est très heureux d'avoir trouvé cette terre d'asile et qu'il tente de vivre au mieux cette situation. Dans ses lettres à ses amis restés en Grande-Bretagne, Priestley se décrit toujours comme un exilé et affirme que l'Angleterre reste son véritable foyer. Marie quant à elle est ravie de cette situation et écrit à William Vaughan : « Je suis heureuse et reconnaissante de trouver une si douce situation et une retraite si paisible en ce lieu d'où je vous écris. Le Dr Priestley apprécie également ce lieu où il a choisi de s'installer, qui est bien plus que je n'espérais à l'époque où nous sommes arrivés […] Ce pays est délicieux, les environs boisés et la proximité de l'eau sont plus beaux que je ne l'ai jamais vu auparavant et les gens sont simples et leurs manières convenables. »
Lorsque les fils Priestley émigrent en Amérique en 1793, ils achètent 300 000 acres (120 000 ha) de terres le long de la rivière Loyalsock Creek (entre les branches nord et ouest du Susquehanna). Peu après, Thomas Cooper, un ami de Joseph Priestley, publie en Angleterre un pamphlet, intitulé Some Information Respecting America (Quelques informations concernant l'Amérique), destiné à en encourager d'autres à s'installer en Pennsylvanie et donnant des instructions sur la façon de procéder. Il détaille un plan clair pour l'établissement et le financement d'une colonie. La traduction française, Renseignements sur l'Amérique, a été, selon un expert, « soigneusement rédigée en termes juridiques » et « décrit clairement les grandes lignes d'un projet financier ambitieux. » Toutefois, il n'est pas certain que le projet de Cooper ait été lié aux terres que les jeunes Priestley avaient achetées.
Les poètes Samuel Taylor Coleridge et William Wordsworth, influencés par Cooper, plein d'idéalisme et fâchés de ce que Priestley a subi à Birmingham, tentent d'émigrer en Amérique pour y établir une communauté utopique, qu'ils nomment « Pantisocracy » (du grec qui signifie « le gouvernement par tous »). Ils réunissent douze couples qui ne se montrent pas seulement intéressés par un travail physique exigeant, mais aussi par la vie de l'esprit. Cependant, aucun d'entre eux ne possède assez d'argent pour se lancer dans ce projet, qui exige un capital important. Les poètes entreprennent alors une tournée de conférences en Angleterre pour lever des fonds, mais ne parviennent pas à les rassembler. L'utopie ne se réalise pas et seuls quelques immigrants arrivent à Northumberland à la suite du pamphlet de Cooper,.
Après l'échec de la tentative de Cooper, Priestley tente de convaincre d'autres amis de s'installer à Northumberland, en particulier ceux qu'il s'est fait en Amérique, mais sans succès,. Priestley écrit dans ses Memoirs que « le projet de colonie est abandonné, mais étant ici, ma femme et moi appréciant le lieu, j'ai décidé d'en faire ma résidence, malgré les nombreux inconvénients. Philadelphie était très onéreuse, cet endroit est relativement bon marché, et mes fils, installés à proximité, seront moins exposés à la tentation, et plus susceptibles d'y concevoir des habitudes sobres et industrieuses. »

### Dernières années

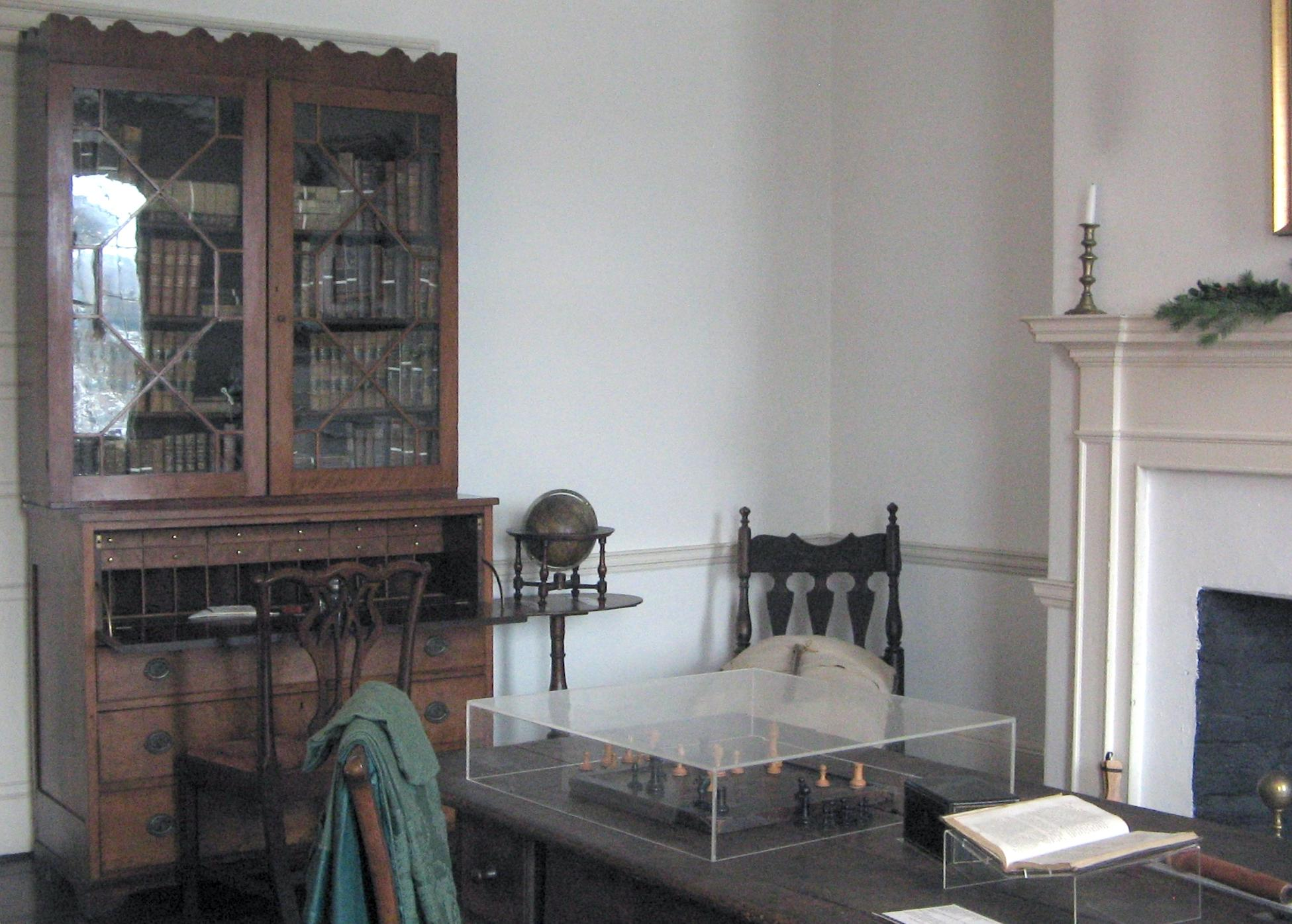
La bibliothèque de Joseph Priestley à Northumberland.

Les tentatives de Priestley pour éviter les controverses politiques aux États-Unis sont vaines. En 1795, le journaliste britannique, William Cobbett, publie Observations on the Emigration of Dr Joseph Priestley, qui accuse Priestley de trahison envers la Grande-Bretagne et tente de saper sa crédibilité scientifique. Son aura politique se ternit un peu plus lorsque Cobbett obtient une série de lettres, adressées à Priestley par l'imprimeur radical John Hurford Stone et la romancière libérale Helen Maria Williams. Cobbett publie les lettres dans son journal, affirmant que Priestley et ses amis sont occupés à fomenter une révolution,. Priestley est finalement contraint de se défendre lui-même par écrit, dans un ouvrage intitulé Letters to the inhabitants of Northumberland and its neighbourhood (« Lettre aux habitants de Northumberland et de ses environs »).
Des drames familiaux rendent également pénible le séjour de Priestley en Amérique. Son plus jeune fils, Harry, meurt en décembre 1795, probablement de paludisme. Mary Priestley décède peu après, en 1796. Déjà souffrante, elle ne s'est jamais complètement remise du choc causé par le décès de son fils. Le 14 septembre de cette année, Joseph écrit : « Ce jour, j'enterre ma femme […] elle a pris grand soin à dessiner la nouvelle maison, et maintenant que celle-ci est bien avancée et promet d'être tout ce qu'elle souhaitait, elle est enlevée pour une autre. » Les relations de Priestley et de sa famille se détériorent en 1800, lorsqu'un journal local de Pennsylvanie publie un article accusant William Priestley, intoxiqué par les « idées françaises », d'avoir tenté d'empoisonner toute la famille Priestley. Père et fils démentent vigoureusement cette histoire.

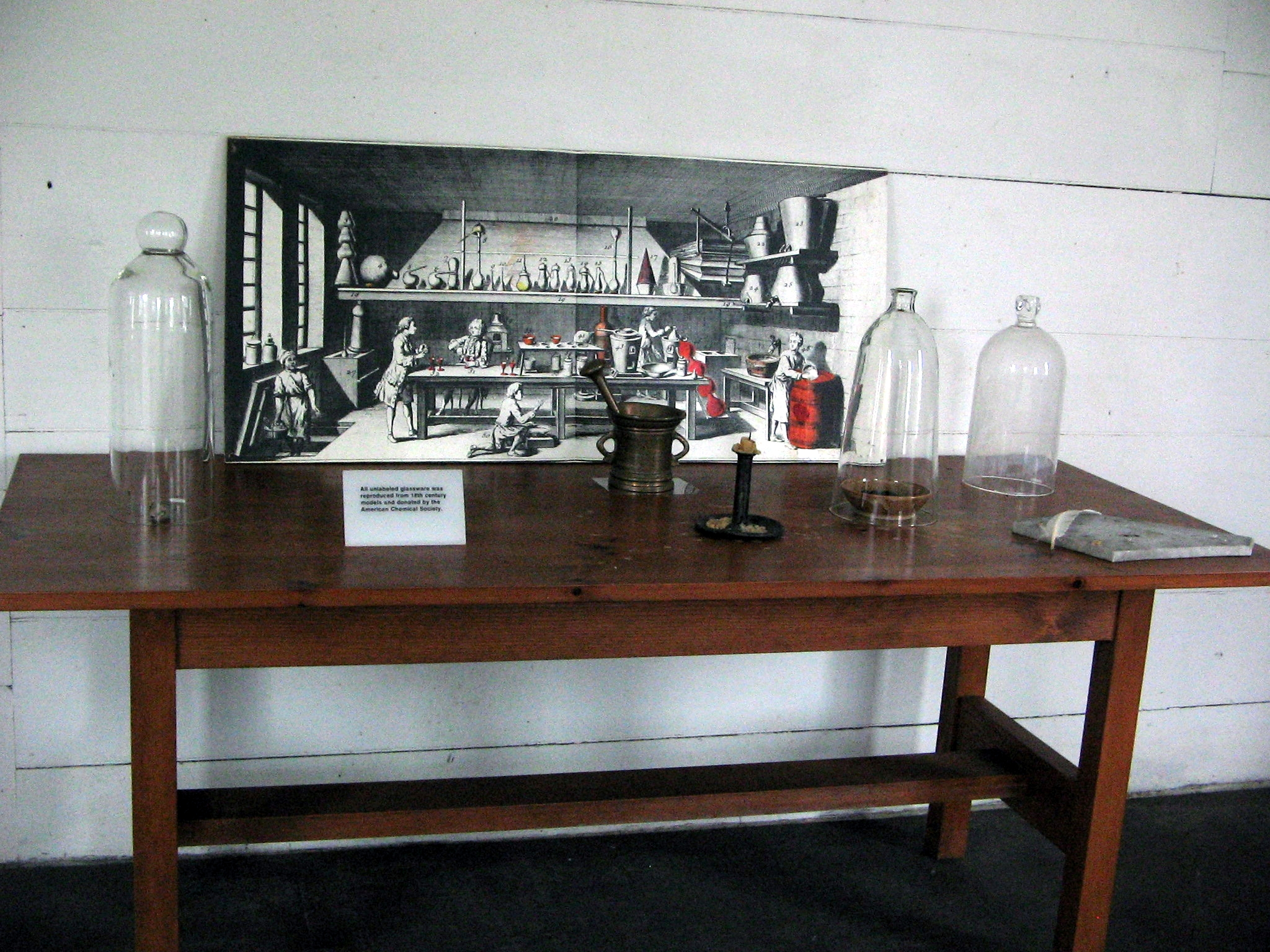
Quelques éléments du laboratoire de Joseph Priestley à Northumberland.

Priestley poursuit les projets éducatifs qui furent importants pour lui tout au long de sa vie en aidant à la création de l'Académie de Northumberland, faisant don de sa bibliothèque à la jeune institution. Il échange des lettres sur les meilleures structures à donner à une université avec Thomas Jefferson, qui utilise ces conseils lors de la fondation de l'université de Virginie. Jefferson et Priestley deviennent proches, et lorsqu'il achève son General History of the Christian Church (Histoire générale de l'Église chrétienne), il la dédie au président Jefferson, écrivant que « c'est seulement maintenant que je puis dire que je ne vois rien à craindre de la part du pouvoir, le gouvernement sous lequel je vis actuellement m'étant pour la première fois réellement favorable. » De toutes les œuvres religieuses que Priestley publie aux États-Unis, et il y en a beaucoup, c'est son ouvrage en quatre volumes de la General History qui est le plus important. S'étendant de l'an 475 apr. J.-C. jusqu'à l'époque de Priestley, il retrace et explique ce qu'il voit de l'histoire du christianisme et de sa « corruption », faisant référence à son An History of the Corruptions of Christianity (1772-74). Il termine, toutefois, en louant la tolérance religieuse américaine.
Priestley tente de poursuivre ses recherches scientifiques en Amérique avec le soutien de l'American Philosophical Association. Toutefois, il est ralenti dans ses travaux par le manque de nouvelles provenant d'Europe. Ignorant des derniers développements scientifiques, Priestley n'est plus à l'avant-garde du progrès. Bien que la plupart de ses publications se concentrent sur la défense de la théorie dépassée de la phlogistique contre la « nouvelle chimie », il fait également quelques travaux originaux sur la génération spontanée et les rêves. Malgré cette importance scientifique réduite, Priestley stimule l'intérêt pour la chimie en Amérique. Comme Robert Schofield, le principal biographe moderne de Priestley l'explique:
« Priestley a publié plus d'articles scientifiques au cours de ses dix années aux États-Unis que pendant toutes les années passées en Angleterre : environ 45 articles, sans compter les réimpressions et quatre pamphlets, ni les éditions ultérieures, mais en général, sa science est alors insignifiante. Peu de ses articles amenèrent des nouveautés significatives dans le domaine de la chimie, la plupart furent écrits pour combattre la nouvelle chimie. »
Dès 1801, Priestley est souffrant, à tel point qu'il ne peut pratiquement plus écrire ni faire d'expériences. Le 3 février 1804, Joseph commence une dernière expérience dans son laboratoire mais il est trop faible pour la poursuivre. Il se met au lit dans sa bibliothèque, où il meurt trois jours plus tard. Il est inhumé dans le tout proche cimetière de Riverview à Northumberland.

## Architecture et aménagement paysager

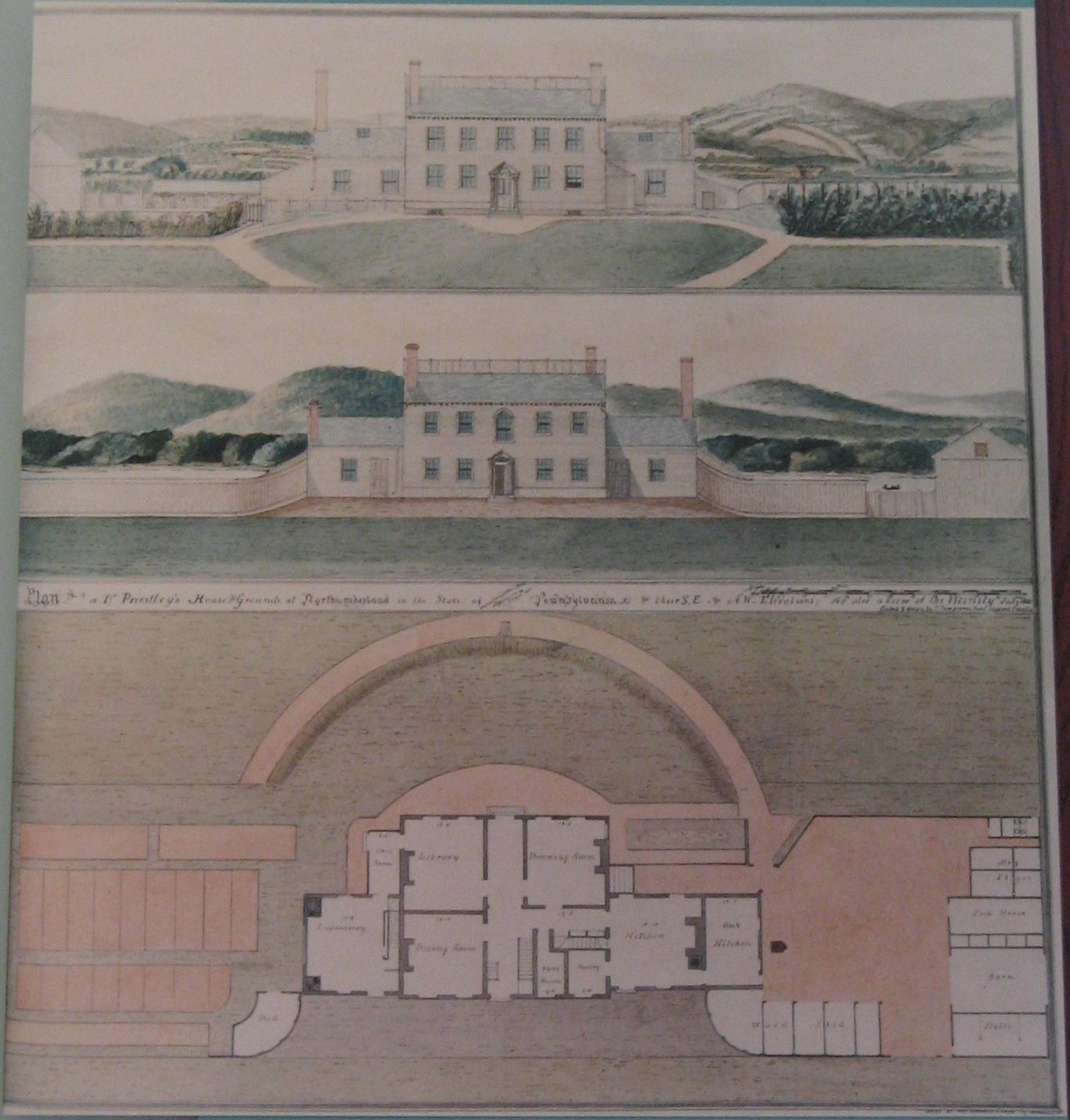
Dessin de la Joseph Priestley house (vers 1800) par T. Lambourne découvert en 1983 par les chercheurs de la Pennsylvania Historical and Museum Commission.

Mary Priestley s'est chargée de dessiner les plans de leur demeure et son héritage familial a aidé à en financer la construction, c'est Mr. Jones de Northumberland qui en est le maître charpentier. Joseph et Mary vivent avec leur fils Joseph, Jr. et sa famille dans une petite maison alors que la leur est en construction. Mary meurt en 1796, avant que ne soit achevée la maison. Vers 1797, le laboratoire de Joseph est prêt. Situé dans l'aile droite de la maison, ce laboratoire est le premier dont Joseph a entièrement conçu l'aménagement intérieur, et la qualité du matériel employé en fait le premier « laboratoire équipé scientifiquement » aux États-Unis. Joseph y poursuit ses travaux de recherche, identifiant le monoxyde de carbone (qu'il baptise heavy inflammable air, « air hautement inflammable »),. En 1798, Joseph Priestley emménage dans la nouvelle maison avec Joseph Jr., sa femme et leurs enfants,,. La demeure abrite également la bibliothèque de Priestley, composée de plus de 1 600 ouvrages au moment de sa mort en 1804. Elle est l'une des plus importantes en Amérique à cette époque. La famille Priestley organise des services religieux dans la salle de dessin et Joseph y donne des cours à un groupe de jeunes hommes jusqu'à ce que la Northumberland Academy voie le jour.
Construite dans le style géorgien du XVIIIe siècle, « l'équilibre et la symétrie » de l'architecture font montre d'une « élégance maîtrisée ». La maison est agrémentée de quelques détails fédéralistes saillants, comme les vasistas surmontant les portes, les balustrades du belvédère sur le toit et le grand escalier qui marquent son style nettement américain. Douglas R. McMinn, dans la nomination au Registre national des lieux historiques pour le Northumberland Historic District, la définit comme un « manoir », « probablement le meilleur exemple du style fédéral dans la région ». Comme William N. Richardson, l'administrateur de la Joseph Priestley House, dans les années 1990, l'écrit, la demeure américaine de Priestley ne ressemble pas à ces « maisons de ville de style géorgien » mais elle est « pure » et construite en « style américain vernaculaire ».
Le corps du bâtiment s'élève sur deux niveaux et demi d'une longueur de près de 15 mètres sur 13 de large. La maison possède deux ailes sur un seul niveau au nord et au sud, d'environ 7 mètres sur 6. Les premier et second niveaux représentent une superficie totale de 469 m2. L'aile nord était le laboratoire et l'aile sud les cuisines. La cave, les premier et second niveaux du corps du bâtiment sont tous divisés en quatre pièces, avec un hall central aux deux étages. Le premier niveau offre également un hall menant au laboratoire. L'attique comprend trois chambres pour les domestiques et une pièce plus grande servant de grenier. Une analyse des peintures, effectuée en 1994, a révélé qu'à l'origine, les parois de la maison n'étaient pas recouvertes de papier peint mais qu'elles étaient peintes d'un « blanc brillant ».

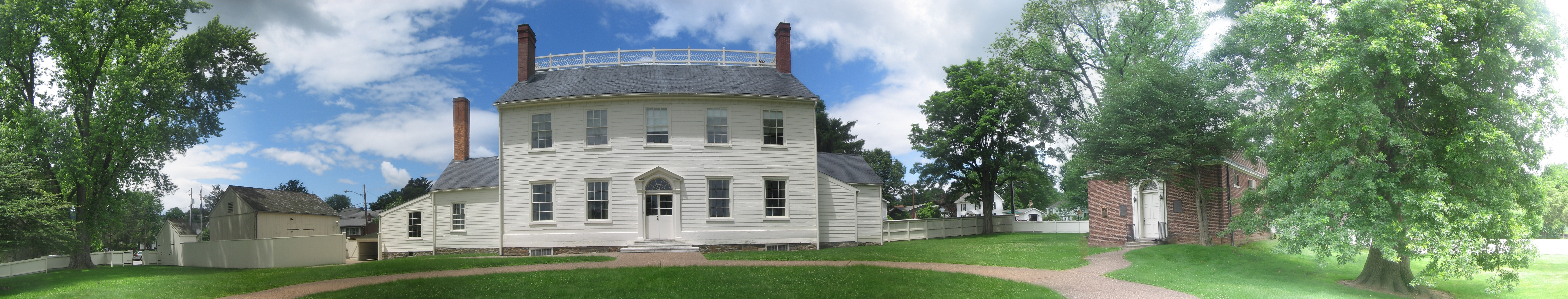
Panorama montrant l'avant de la Joseph Priestley House, face au fleuve Susquehanna (sud-est). Les constructions, de gauche à droite sont : toilettes, écurie (de nos jours le centre pour les visiteurs), hangar à bois, cuisine d'été (accolée à la cuisine), aile cuisine, corps du bâtiment, aile laboratoire et le Pond Museum (construit en briques en 1926).

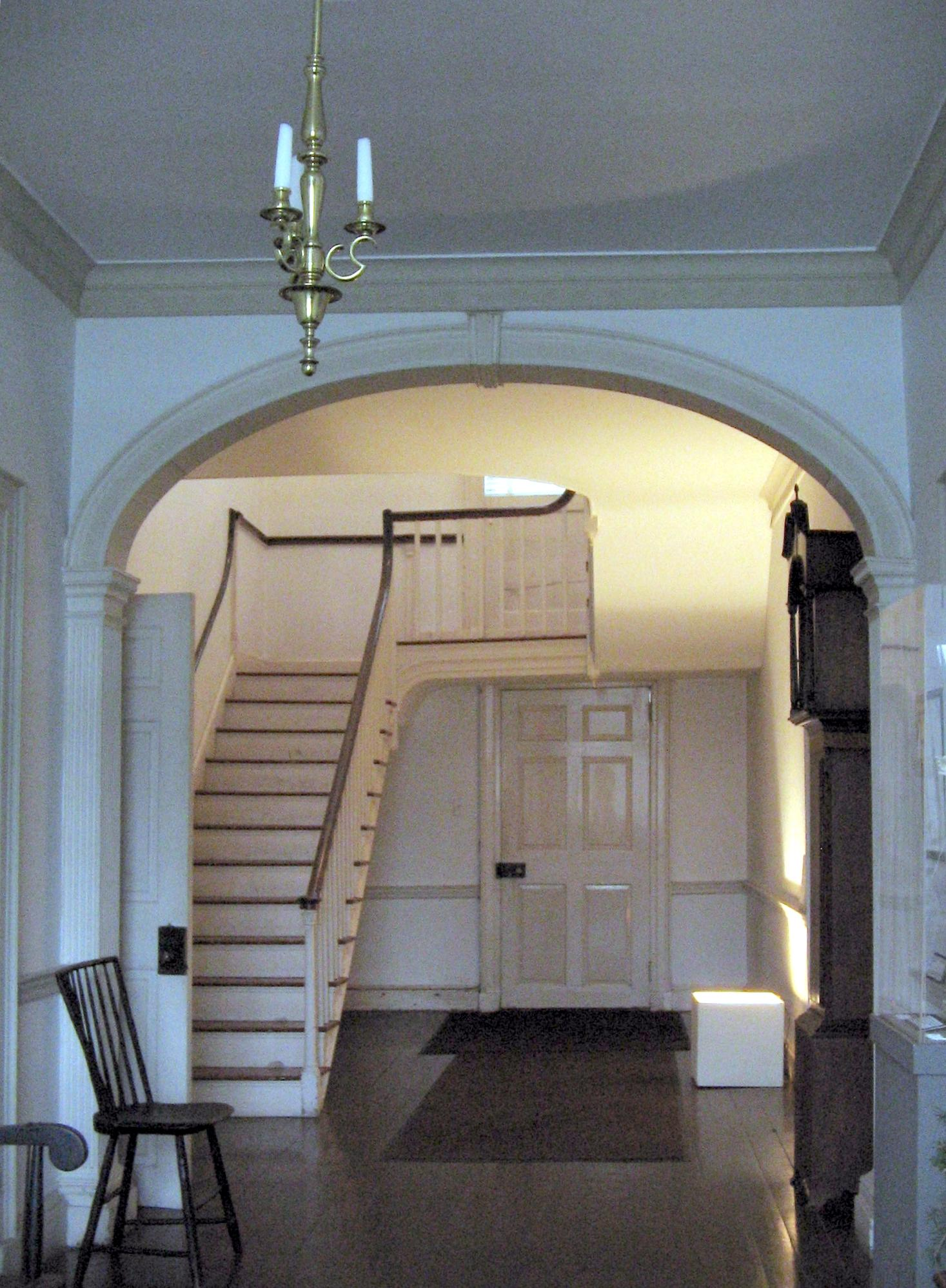
Le grand escalier de la maison.

La structure et les façades de la maison sont en bois, le tout ancré sur des fondations en pierre. Les Priestley construisent leur maison en bois, car pierres et briques sont très rares à cette époque dans la région. Les planches ont été séchées sur place. Joseph écrit d'ailleurs une description détaillée du processus de séchage et conclut par : « Je préfère une maison bâtie avec de telles planches plutôt qu'en briques et en pierres. » Ce qui incite, le journaliste William Cobbett, à qualifier la maison de « baraque » dans l'une de ses tirades politiques contre Priestley. Le corps du bâtiment est coiffé d'un toit à deux pentes couvert d'ardoises et surmonté d'un belvédère entouré d'un garde-corps. La maison possède trois pignons surmontés d'une cheminée, un à l'aplomb de la cuisine principale, et un au nord et au sud de la section centrale.
Les portes avant et arrière sont surmontées d'un portique. Une allée circulaire conduit à l'entrée principale. Il y a cinq fenêtres, sur chacune des façades du second niveau, surmontées d'une frise décorée de triglyphes.
À l'origine, la maison offre une vue panoramique sur la région. Elle a été construite face au Susquehanna afin que les visiteurs arrivant par bateaux puissent être accueillis par la famille, et parce que l'esthétisme du XVIIIe siècle veut qu'une vue sur la campagne soit plus belle qu'un panorama urbain. Priestley a fait construire un haut mur qui bloque la vue sur Northumberland et ajouté un belvédère au sommet de sa maison afin d'offrir une vue parfaite sur le paysage. Ses plantations sont « une version miniature des superbes jardins » de Bowood, la propriété de son ancien employeur, Lord Shelburne.
Le manque de main d'œuvre qualifiée à Northumberland a rendu la construction difficile. Richardson spécule par exemple que l'escalier principal a sans doute été assemblé sous forme d'un kit. Il est trop court d'une marche sur le hall côté Northumberland, mais aucune marche ne lui fut ajoutée pour respecter la symétrie de l'escalier, suggérant peut-être la mort d'un artisan qualifié.

## Propriétaires successifs
Après la mort de Mary et Joseph Priestley, Joseph Priestley, Jr. et son épouse, Elizabeth Ryland, continuent à vivre dans la maison jusqu'en 1811, lorsqu'ils rentrent en Grande-Bretagne et vendent la demeure. La propriété passe de mains en mains au cours du XIXe siècle. Le juge Seth Chapman achète la maison à Joseph Priestley Jr. le 13 mai 1815 pour 6 250 dollars. Chapman meurt le 4 décembre 1835 et le Révérend James Kay, pasteur de la congrégation unitarienne de Northumberland et sa famille occupent ensuite la maison. James Kay meurt le 22 septembre 1847 et sa veuve y vit jusqu'à sa mort le 2 octobre 1850. Charles H. Kay, le fils de James, achète la maison en 1845, quelques années avant la mort de ses parents. En avril 1865, les enfants de Charles Kay la vendent à Henry R. Campbell pour 2 775 dollars. Florence Bingham l'achète à son tour à Campbell pour 5 679,53 dollars le 18 janvier 1868 et les héritiers de Bingham la cèdent à T. Hugh Johnson pour 2 000 dollars le 7 octobre 1882. Kate Scott achète la maison pour 3 000 dollars le 11 avril 1888,,. En 1911, le dernier propriétaire privé de la maison déménage, puis elle est louée à la Pennsylvania Railroad pour ses employés (une grande gare de triage est alors en activité à Northumberland). Ceci amorce le déclin de la maison et de son terrain.

## Musée

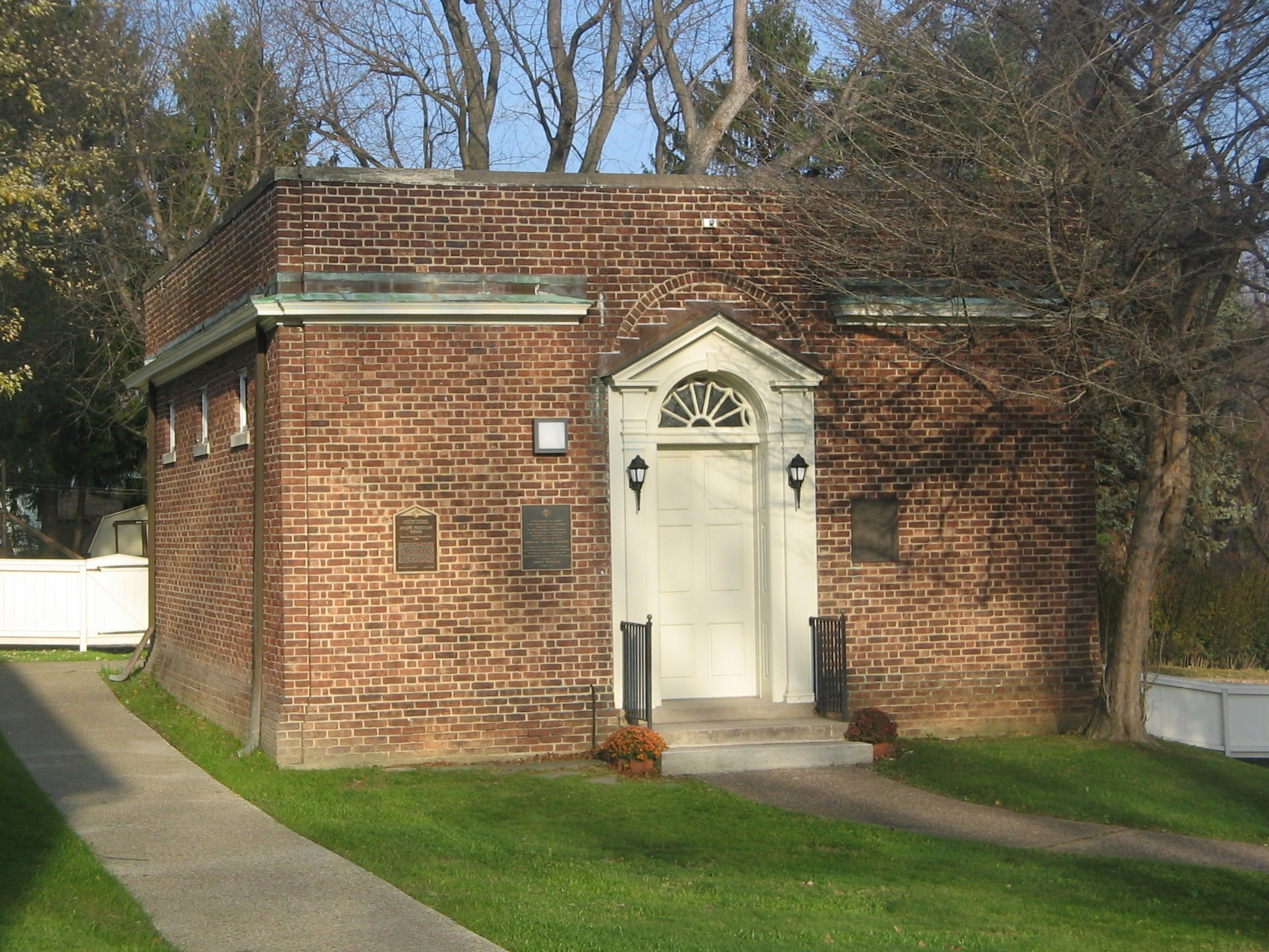
Le Pond Museum, érigé en 1926 sur le terrain de la propriété par le Pennsylvania State College.

Le professeur George Gilbert Pond (1861-1920), professeur de chimie à ce qui est aujourd'hui l'université d'État de Pennsylvanie, est la première personne à consentir un effort significatif pour fonder un musée Priestley dans la maison,. Après avoir réuni des fonds, il achète la propriété, mise aux enchères le 24 novembre 1919 par les héritiers de Scott, pour 6 000 $, et entreprend d'en transférer la propriété au Pennsylvania State College (aujourd'hui l'université d'État de Pennsylvanie). Cependant, il meurt le 20 mai 1920, avant d'avoir accompli son dessein. Le College crée un fonds en son honneur pour faire de la maison un musée, mais les enfants de Pond ne transfèrent pas formellement la propriété au College avant le 14 avril 1932.
Quelques restaurations sont entreprises dans les années 1920, et un petit bâtiment de briques est construit en 1926 sur le terrain de la propriété en mémoire de George G. Pond. Il fait office de musée et protège les livres et appareils scientifiques de Priestley des risques d'incendie. Il est baptisé Pond Museum,,. Le 14 décembre 1955, le College fait don de la maison à la commune de Northumberland,. De 1955 à 1959, la maison sert à la fois de salle communale pour Northumberland et de musée. L'entretien de la maison s'avère vite trop coûteux pour la commune et elle est acquise par le Commonwealth de Pennsylvanie en 1961,. Finalement, en 1968, la Pennsylvanie et la Pennsylvania Historical and Museum Commission (PHMC) en débutent la restauration. En octobre 1970, le musée est ouvert au public,,. Les travaux de rénovation comprennent la restauration du laboratoire, le retrait des ornements ajoutés à l'époque victorienne, le retour des portes à leurs emplacements d'origine et un retour des volets « à leurs emplacements d'origine à l'intérieur des fenêtres »,. Le PHMC reçoit le soutien de The Friends of the Joseph Priestley House (« Les amis de la Maison de Joseph Priestley »), qui fournit des bénévoles pour le centre des visiteurs, les visites guidées, les événements spéciaux et la publicité, ainsi que pour les travaux administratifs et d'entretien du musée.

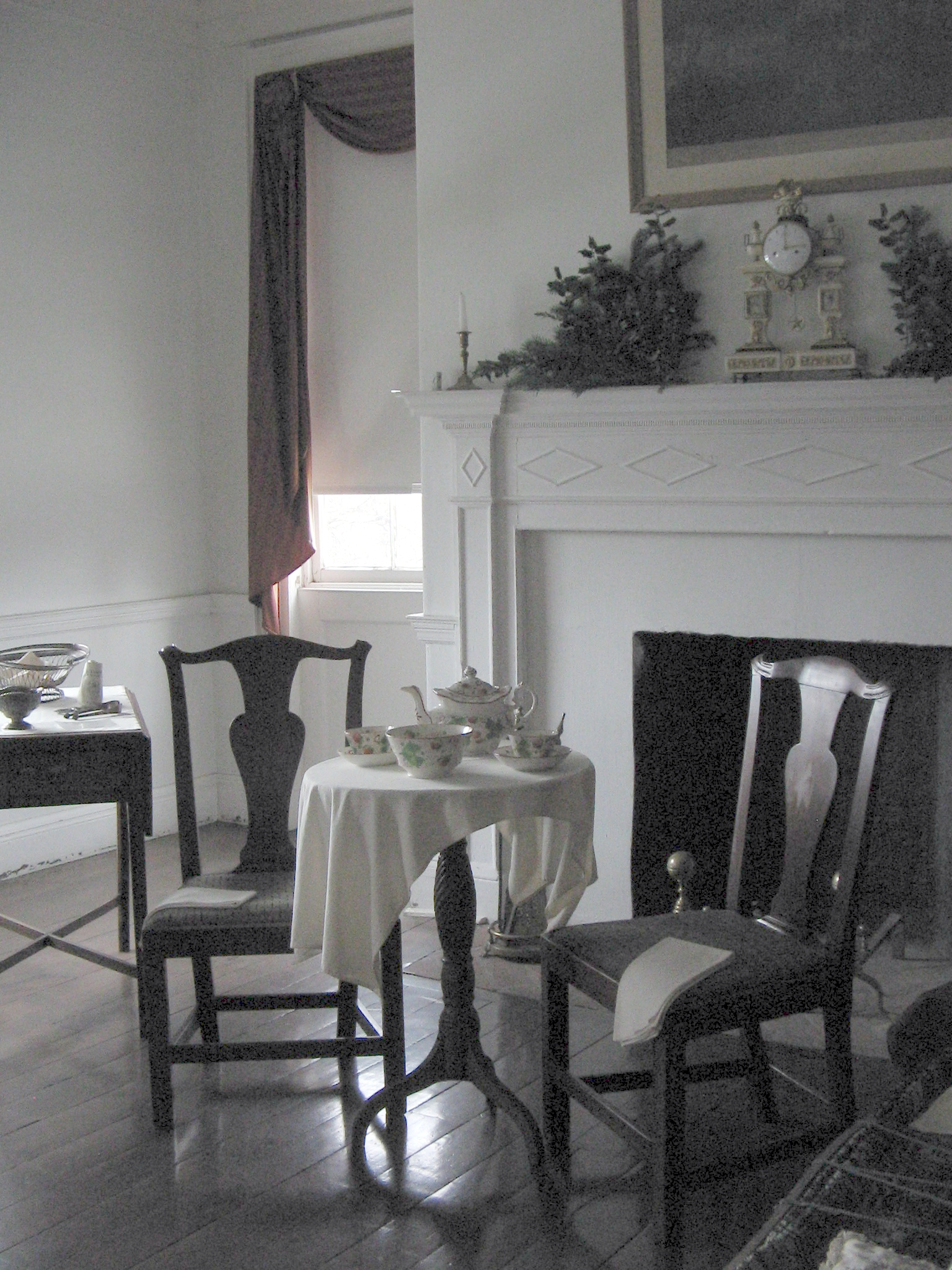
Mobilier de la chambre de Joseph Priestley.

En ce qui concerne les objets, Thomas Cooper, après la mort de Joseph Priestley, vend une collection de quelques-uns des appareils et autres bibelots personnels de son ami au Dickinson College de Carlisle,, qui les expose chaque année lors de la remise du Priestley Award à un scientifique ayant fait des « découvertes qui contribuent au bien-être de l'humanité »,. La maison a perdu son mobilier lorsque Joseph Jr. et sa famille ont déménagé en Angleterre. Depuis, on ne sait plus exactement ce qui se trouvait initialement dans la maison. Elle est meublée et décorée avec des objets donnés par les descendants des Priestley et d'autres, similaires à ceux énumérés par Priestley comme ayant été perdus dans l'incendie de sa maison à Birmingham. Un certain nombre d'objets ayant appartenu à Joseph et à Mary au cours de leur existence, tant en Grande-Bretagne qu'en Amérique sont visibles dans toute la maison, dont certaines balances et microscopes de Joseph. Les portraits, gravures, cartes, graphiques et livres ont été soigneusement sélectionnés pour reproduire les possessions des Priestley à cette époque. Une chambre au deuxième étage est consacrée à la présentation de la vie d'une femme au XVIIIe siècle.
Le 12 janvier 1965, la Joseph Priestley House fut désignée National Historic Landmark, puis ajoutée à la liste du Registre national des lieux historiques (NRHP) le 15 octobre 1966,. Le 1er août 1994, l'American Chemical Society l'inscrit officiellement comme la seconde National Historic Chemical Landmarks; la cérémonie a lieu en présence de 75 descendants de Priestley,,. En 1988, le Northumberland Historic District, qui comprend la Priestley House (qui est décrite comme un « joyau » des bâtiments de style fédéral en Pennsylvanie centrale), est à son tour inscrit au NRHP. Le district comprend un autre bâtiment inscrit également au NRHP : la Priestley-Forsyth Memorial Library, qui fut construite vers 1820 et appartint à un arrière-petit-fils de Joseph Priestley dans les années 1880. Elle est devenue aujourd'hui la bibliothèque publique de Northumberland. La Joseph Priestley Memorial Chapel, qui est un autre élément constitutif de l'Historic District, fut construite en 1834 par le petit-fils de Joseph et abrite l'Unitarian Universalist congregation qui considère Priestley comme son fondateur,.

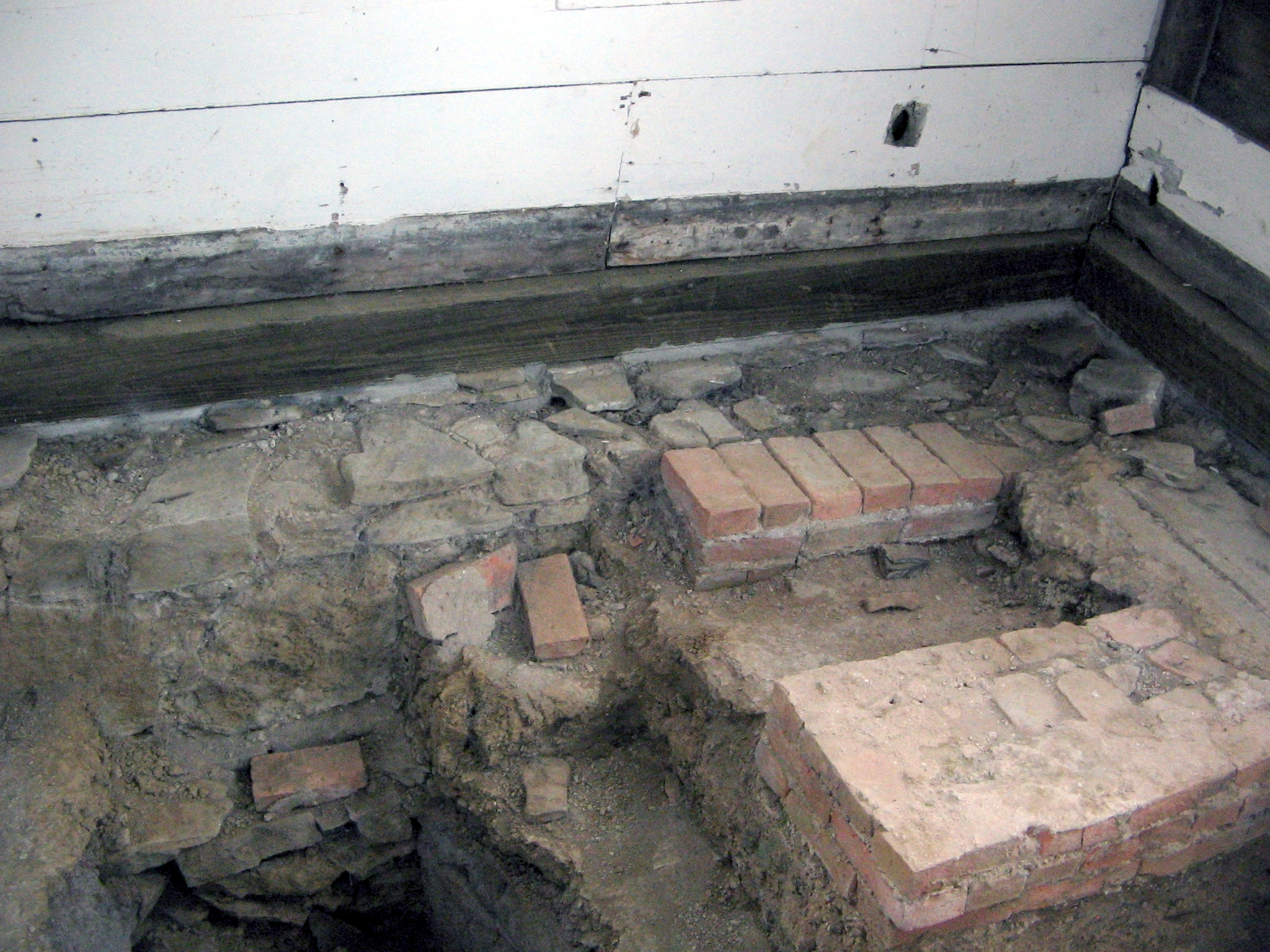
L'un des fours découverts lors d'une fouille sous le plancher du laboratoire.

Entre 1998 et 1999, une rénovation qui fut « l'un des plus vastes changements effectués dans l'histoire de la maison » est entreprise pour « redonner à la propriété, autour de la maison, l'aspect qui était le sien lorsque Priestley y vivait ». Il s'agissait de reconstruire des répliques exactes de l'écurie, de la porcherie, des stalles des chevaux, des jardins, des clôtures, et même des latrines. Ces structures ont été reconstruites d'après les dessins de la maison, réalisés par T. Lambourne, découverts en 1983, et d'après d'autres documents et des fouilles. Priestley ne laissa aucune description écrite de son laboratoire, mais on en sait beaucoup sur ses expériences et les laboratoires de la fin du XVIIIe siècle. Des recherches sur le laboratoire de la maison ont été achevées en 1996, y compris des fouilles qui ont révélé deux fours souterrains, ainsi que les traces d'une hotte primitive. En 1998, les rénovations comprenaient également des travaux visant à rétablir le laboratoire dans un état aussi proche que possible de son état originel,. Il est prévu de restaurer également le Pond Museum. Le musée est ouvert dix mois par an, fermant en hiver entre début janvier et début mars. En 2007, la maison a accueilli 1 709 visiteurs.

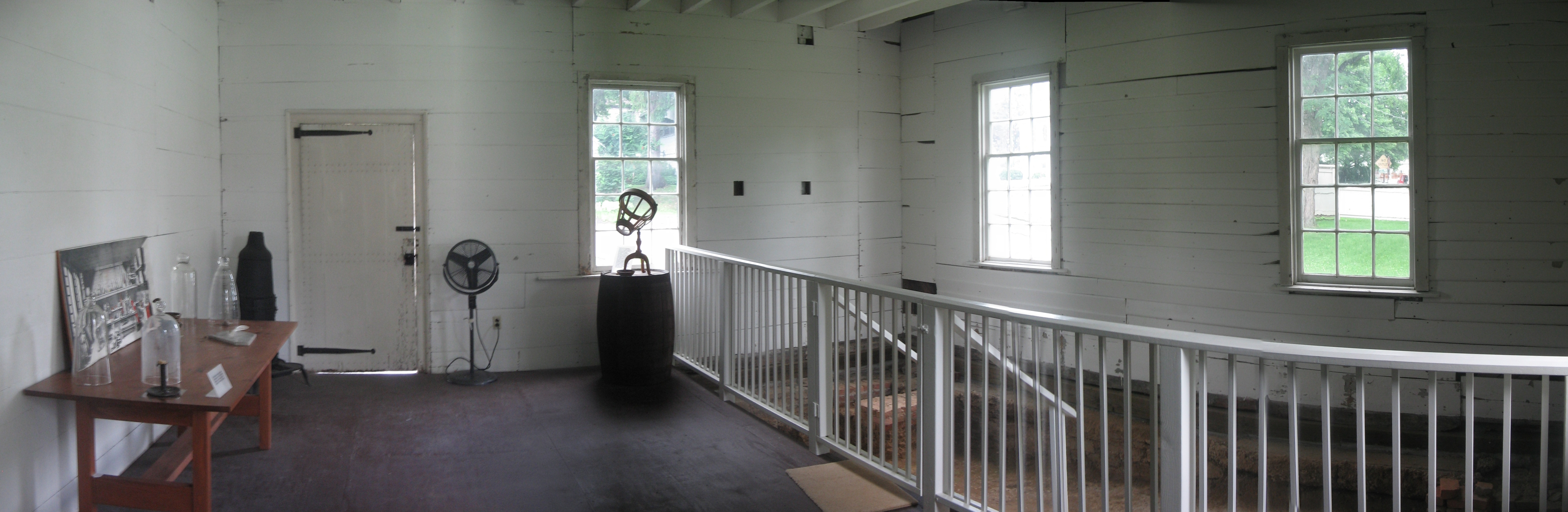
Vue grand angle du laboratoire de Joseph Priestley, à droite la fouille ayant mis au jour les fours.

## American Chemical Society

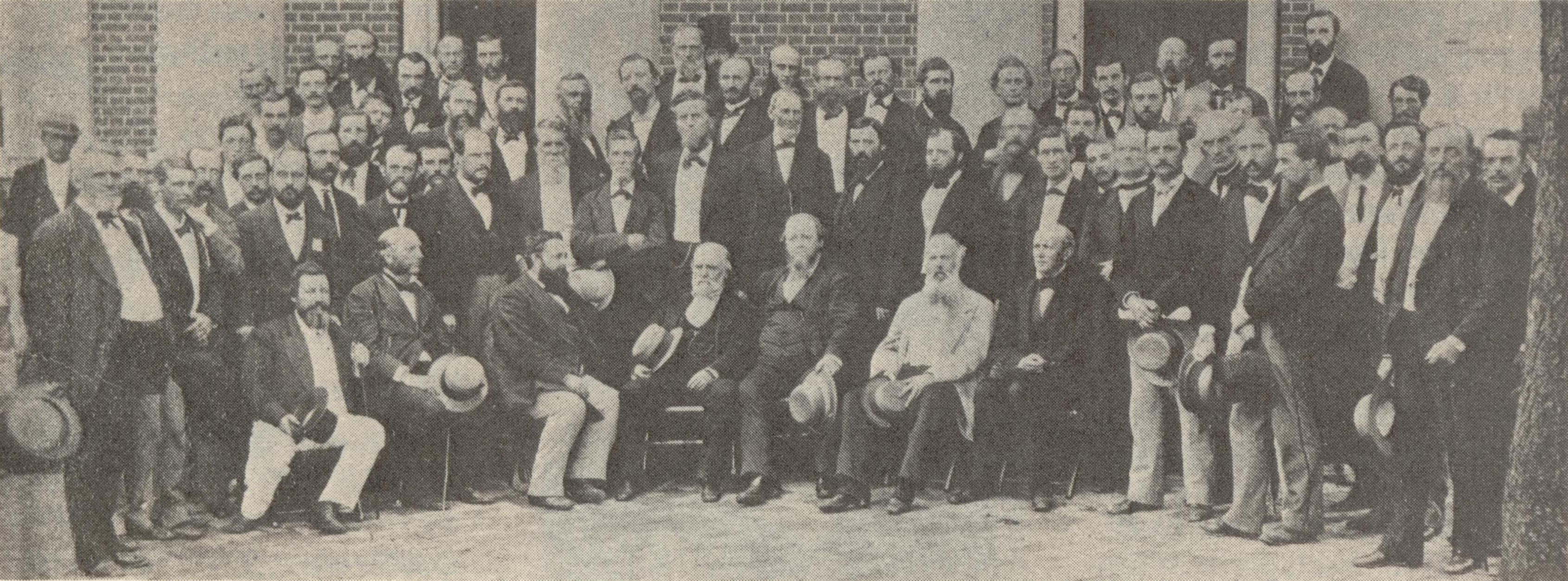
Photographie de groupe de la rencontre de soixante-dix-sept chimistes américains, canadiens et britanniques à la Joseph Priestley House en 1874.

L'American Chemical Society (ACS) utilise la Joseph Priestley House comme lieu de rendez-vous pour certaines célébrations. Les 31 juillet et 1er août 1874, « soixante-dix-sept chimistes y firent un pèlerinage pour célébrer le centenaire de la chimie [aux États-Unis] ». Cette date fut choisie pour marquer le centième anniversaire de l'expérience de Priestley sur la production d'oxygène en chauffant un oxyde de mercure au moyen d'une loupe concentrant la lumière du soleil. Ces chimistes venaient de quinze États américains et du District de Columbia, ainsi que du Canada et du Royaume-Uni. Leur rencontre dans la maison et dans l'école est considérée comme le premier National Chemistry Congress (« congrès national de chimie ») et de nombreux historiens de la chimie aux États-Unis pensent qu'il conduisit à la création de l'ACS deux ans plus tard, le 6 avril 1876,. Le 5 septembre 1926, environ 500 membres de l'ACS s'y rencontrèrent à nouveau pour l'inauguration du Pond Museum et pour célébrer la rencontre qui avait eu lieu 50 ans plus tôt (deux survivants de la première rencontre y étaient présents),,.
Des représentants de l'ACS sont présents en octobre 1970 pour l'inauguration de la maison en tant que musée. Le 25 avril 1974, environ 400 chimistes de l'ACS qui participent au Middle Atlantic Regional Meeting à Scranton viennent visiter le musée. La médaille Priestley, la plus haute et la plus ancienne distinction accordée par l'ACS, est remise ce jour-là à Paul Flory dans la maison (une réplique de la médaille Priestley est exposée dans le musée). Le 1er août 1974, qui a été intitulé bicentenaire de la découverte de l'oxygène, plus de 500 chimistes qui assistent à la troisième conférence sur l'enseignement de la chimie à State College se rendent à la maison pour y célébrer la « journée de l'oxygène ». En octobre 1976, l'ACS, qui célèbre son propre centenaire, organise une cérémonie à Northumberland. Une centaine de répliques des instruments de laboratoires de Priestley, fabriquées par des universités, diverses sociétés et la Smithsonian Institution y sont exposées. Le 13 avril 1983, le président de l'ACS, Fred Basolo, fait un discours pour le 250e anniversaire de la naissance de Priestley et pour la cérémonie du premier jour d'émission du timbre commémoratif Joseph Priestley émis par l'United States Postal Service. En 2001, l'ACS se réunit à nouveau dans la maison pour célébrer le 125e anniversaire de la société, réitérant certains éléments des célébrations de 1874 et 1926, dont une marche jusqu'à la tombe de Priestley, où chacun dépose une rose rouge,.